# Arado Ar 198
Die Arado Ar 198 war ein deutsches Naherkundungsflugzeug der Arado Flugzeugwerke.

## Entwicklung
Entwickelt wurde die Ar 198 nach einer Ausschreibung des Technischen Amts für einen Nahaufklärer in den Jahren 1937/38 als Konkurrenzentwurf zur Blohm & Voss BV 141 und Focke-Wulf Fw 189. Das Flugzeug war ein konventioneller freitragender Schulterdecker in Ganzmetallbauweise. Angetrieben wurde es von einem Sternmotor BMW Bramo 323 mit 900 PS. Eine Besonderheit stellten der vollverglaste Rumpfboden sowie die großzügig verglaste Kabinenhaube dar, wodurch sich eine sehr gute Rundumsicht ergab. Die Besatzung bestand aus Pilot, Funker und Beobachter. Aufgrund der schlechteren Flugleistungen der Arado Ar 198 im Vergleich zur BV 141 wurden 1938 nur die Prototypen V1 (Luftfahrzeugkennzeichen D-ODLG, Werknummer 2651) und V2 (D-OHHS, Wnr. 2652) gebaut. Nach dem Ende der Erprobung in Rechlin kam die V2 in die Deutsche Luftfahrtsammlung Berlin. Die V3 wurde bei 80 % Bauzustand abgewrackt.

## Technische Daten
| Kenngröße              | Daten (Ar 198 V1) |
| ---------------------- | --- |
| Besatzung              | 3 |
| Länge                  | 11,80 m |
| Spannweite             | 14,90 m |
| Höhe                   | 4,60 m |
| Flügelfläche           | 35,2 m² |
| Flügelstreckung        | 6,3 |
| Flächenbelastung       | 86,00 kg/m² |
| Leistungsbelastung     | 3,40 kg/PS |
| Rüstmasse              | 2180 kg |
| Startmasse             | 3114 kg |
| Höchstgeschwindigkeit  | 317 km/h (360 km/h in 3500 m Höhe)                                                                                         |
| Mindestgeschwindigkeit | 118 km/h in Bodennähe |
| Steiggeschwindigkeit   | 3,40 min auf 1000 m Höhe                                                                                                   |
| Gipfelhöhe             | 7400 m |
| Reichweite             | 960 km |
| Triebwerk              | 1 × Bramo 323 A, 900 PS (662 kW)                                                                                           |
| Bewaffnung (geplant)   | 2 × bewegliches MG 15 in je einem Abwehrstand, 2 × starre MG 17 in den Tragflächen, 4 × 50-kg-Bomben unter den Tragflächen |